# 2060 Chiron
För andra betydelser, se Chiron (olika betydelser).

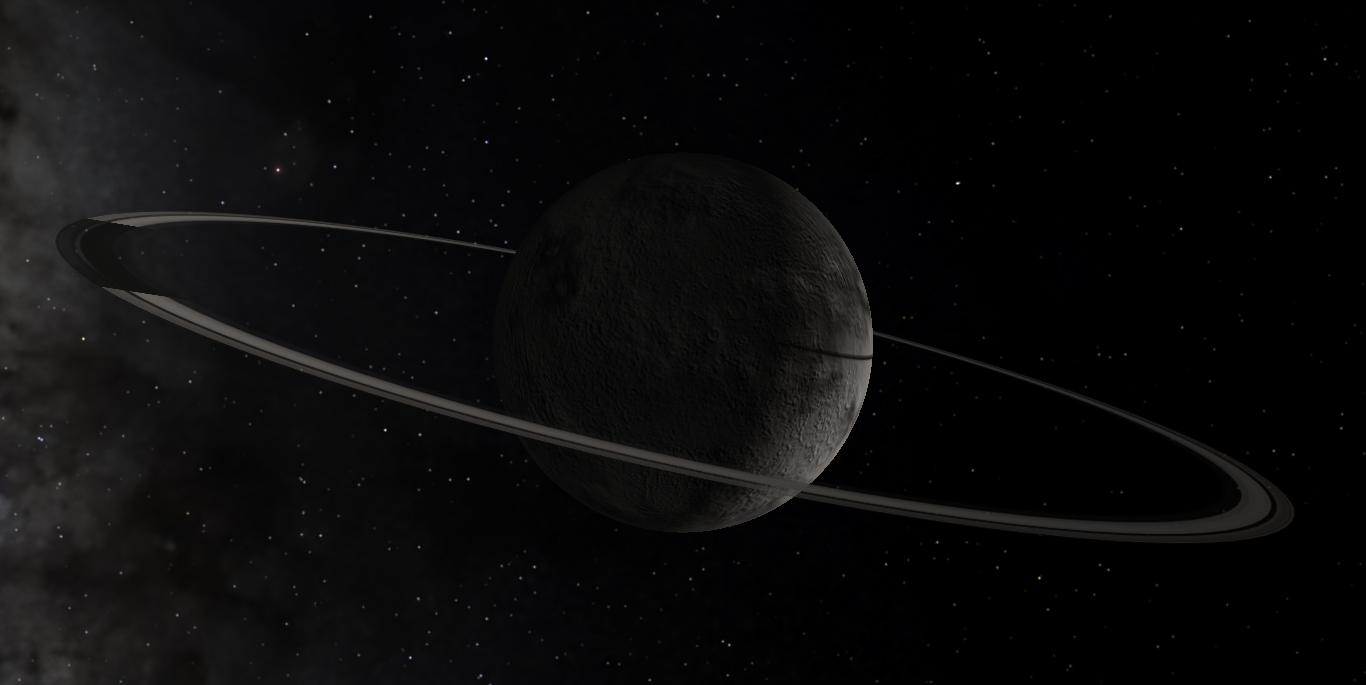
2060 Chiron

2060 Chiron eller 95P/Chiron var den första upptäckta småplaneten av en grupp som man idag kallar centaurer. Den upptäcktes 1977 av den amerikanska astronomen Charles T. Kowal vid Palomarobservatoriet. Chiron har fått sitt namn efter Keiron, den visaste av alla kentaurer i grekisk mytologi.

## Omloppsbanan
Karakteristiskt för centaurer är att de rör sig bland gasjättarna i det yttre av Solsystemet. Chirons omloppsbana är så utsträckt att den korsar Jupiters omloppsbana och når ända ut till Uranus. På grund av gasjättarnas gravitation anses denna typ av objekt ha en instabil omloppsbana på lång sikt. Den uppskattade halva livslängden för den nuvarande omloppsbanan beräknas till 1,0 miljoner år. Chiron och andra centaurer har sannolikt fångats upp av dessa gasjättar ifrån Kuiperbältet.

## Fysiska egenskaper
1988 observerade man att Chiron genomgick en förvandling där den blev ljusare. Det är ett beteende som inte är typiskt för asteroider utan för kometer. 1989 observerade man även en för kometer typisk koma. Detta gör att Chiron idag är klassificerad som både komet och centaur. Den stora diametern är inte typisk för andra kometer. Samma sak har även skett med andra centaurer såsom 60558 Echeclus som därför även har beteckningen 174P/Echeclus. Spektralanalyser av ytan ger att 30% av ytan består av vattenis.

## Ringsystem?
En alternativ förklaring till variationerna i ljusstyrkan kan finnas i att Chiron har ett ringsystem. Det skulle också kunna förklara tidigare observationer av ockultationer av en stjärna. Ringarnas medelradie skulle vara 324 kilometer. Frågeställningen om huruvida Chiron kunde ha en ring togs upp efter att man rapporterat att centauren 10199 Chariklo har ett ringsystem.